# Monte Druina
Il monte Druina è una montagna delle Alpi Graie alta 1.516 m che si trova tra la Val Ceronda e la Valle di Viù, in Piemonte. 

## Descrizione

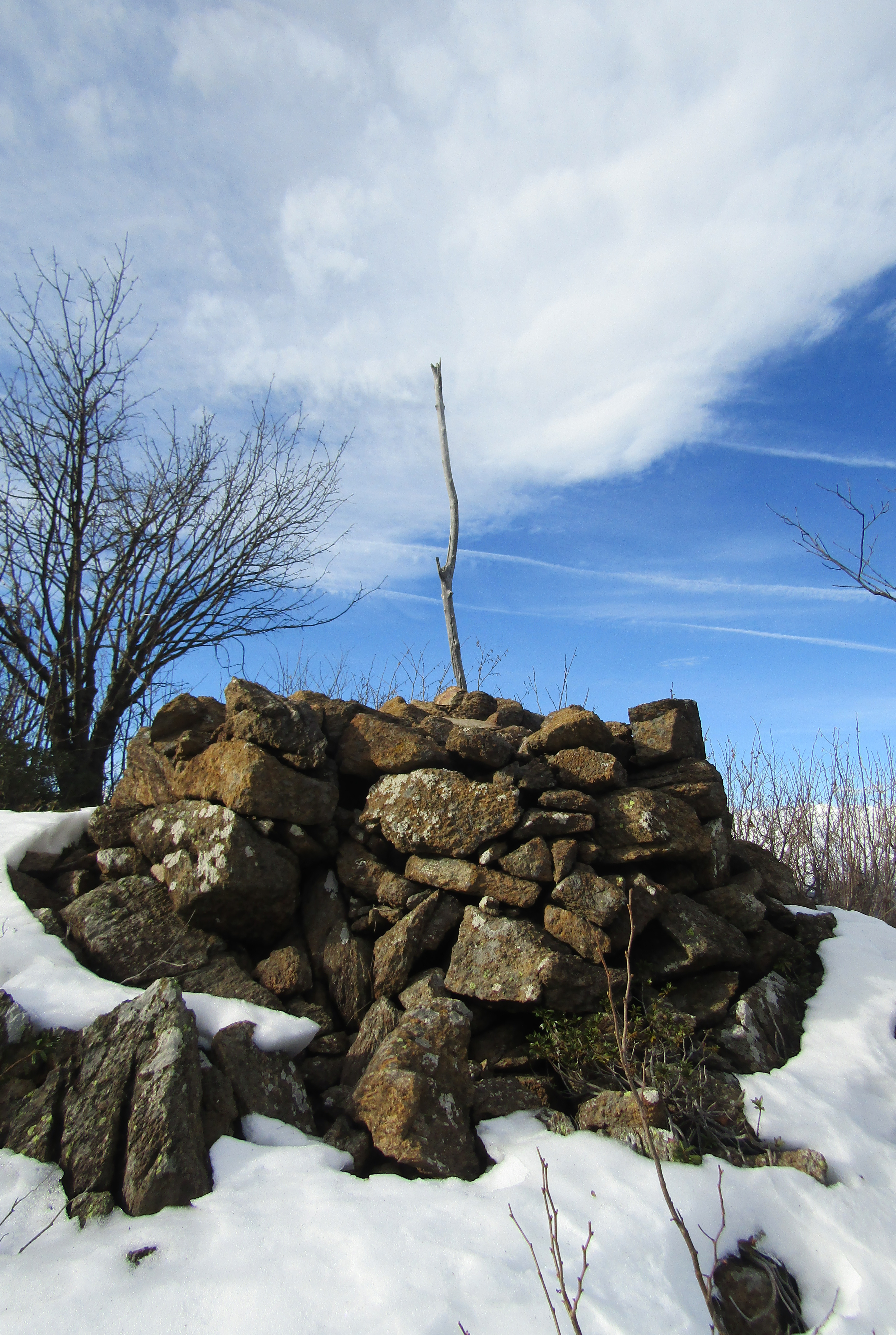
L'ometto sulla cima

La montagna si trova alla convergenza tra i territori comunali di Viù, Vallo Torinese e di Varisella. La cresta spartiacque Stura/Ceronda prosegue verso sud-ovest con il Monte Roc Neir, di poco più alto, mentre a nord-est perde quota fino al Passo della Croce (1.254 m), che collega la Val Ceronda con la Valle di Viù e che fu utilizzato come via di comunicazione dai partigiani attivi in zona durante la Resistenza, e risale poi verso Il Turu. Dalla cima del Monte Druina si stacca verso sud-est un costolone, la Costa Druina, che si esaurisce poi nei pressi del centro comunale di Varisella. Dal punto culminante, segnalato da un ometto in pietrame, la montagna offre un vastissimo panorama sulla catena alpina e sulla pianura piemontese. Poco sotto la cima si trova una antenna per telecomunicazioni. 

## Accesso alla vetta

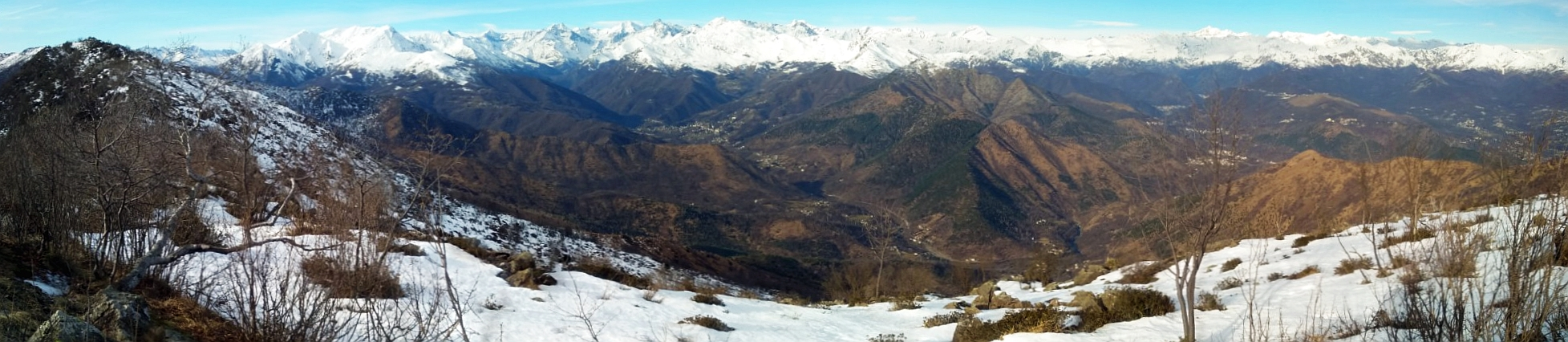
Panorama verso la testata delle Valli di Lanzo

Il monte Druina può essere raggiunto dal Passo della Croce risalendo il crinale Ceronda/Stura con una scomoda progressione su pietraia. In alternativa si può salire da Varisella con itinerari fuori sentiero, eventualmente seguendo la Costa Druina.
Data la quota relativamente bassa e la presenza di vastissime pietraie la possibilità di salire sulla montagna con gli sci da sci alpinismo o con le ciaspole è piuttosto rara, e si presenta solo in inverni con fortissimo innevamento.